# Mathias Malzieu
Mathias Malzieu (Montpellier, 16 aprile 1974) è un cantante, regista, scrittore e musicista francese, voce dei Dionysos e autore del romanzo La meccanica del cuore.
Nel 2013 ha sceneggiato e co-diretto (assieme a Stéphane Berla) il film d'animazione Jack et la Mécanique du cœur, basato sul libro La meccanica del cuore e candidato all'European Film Awards per il miglior film d'animazione.

## Filmografia

### Regista
- Jack et la Mécanique du cœur (2014)
- Le distributeur d'aurores boréales (2016) - cortometraggio
- Una sirena a Parigi (Une sirène à Paris) (2020)

## Opere
- 38 mini westerns avec des fantômes (2002), inedito in Italia
- Maintenant qu'il fait tout le temps nuit sur toi (2005), inedito in Italia
- La mécanique du cœur (2007), edito in Italia nel 2012 con il titolo La meccanica del cuore
- Métamorphose en bord de ciel (2011), edito in Italia nel 2013 con il titolo L'uomo delle nuvole
- Le Plus Petit Baiser Jamais Recensé (2013), edito in Italia nel 2015 con il titolo Il bacio più breve della storia
- Journal d'un vampire en pyjama (2016), edito in Italia nel 2016 con il titolo Vampiro in pigiama
- Une sirène à Paris (2019), edito in Italia nel 2020 con il titolo Una sirena a Parigi
- Le guerrier de porcelaine (2022), edito in Italia nel 2023 con il titolo Il guerriero di porcellana